# 韦兹拜克站
韦兹拜克站（丹麦语：Vedbæk Station）是一座火车站，位于丹麦首都大区魯澤斯代市鎮韦兹拜克。连接哥本哈根和赫尔辛格的西兰岛海岸铁路途径本站。1897年8月2日和所在的西兰岛海岸铁路一同启用。与西兰岛海岸铁路上的其它多座车站一样，韦兹拜克站同样由海因里克·文克主持设计，同样采用浪漫民族主义建筑风格。1900年8月25日通车的奈鲁姆铁路北端终点也曾位于本站，后因效益不好奈鲁姆铁路的奈鲁姆站↔韦兹拜克站区间关闭。

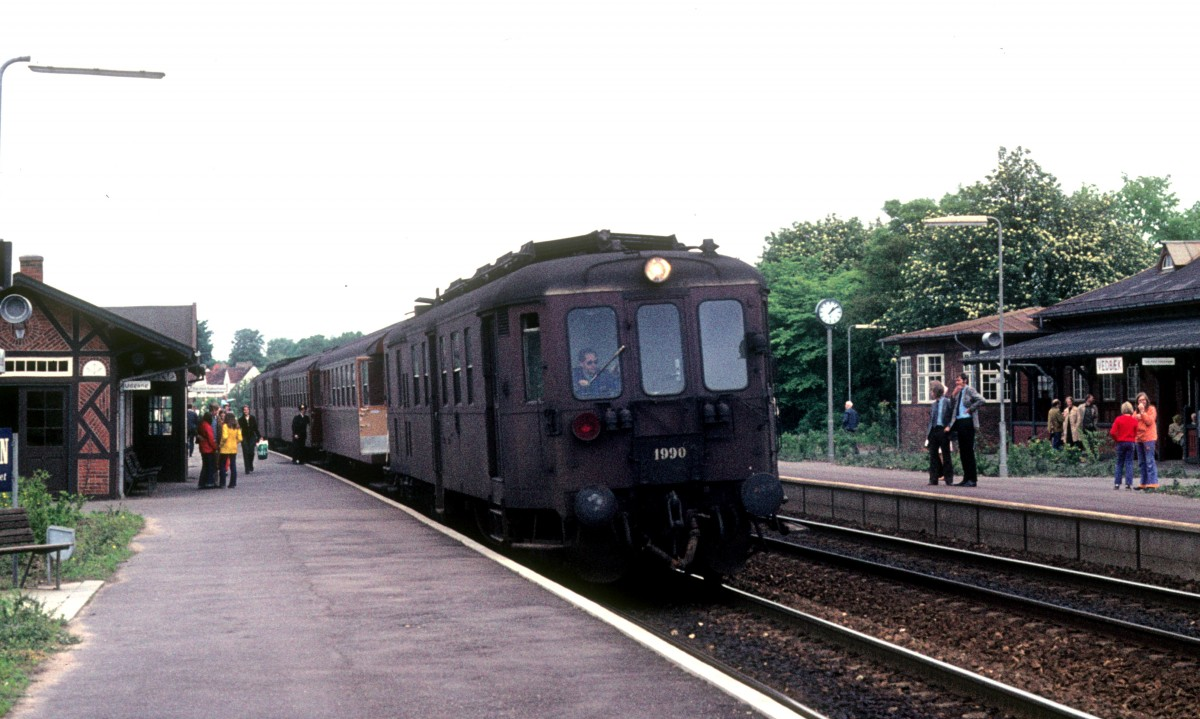
1973年6月2日时的韦兹拜克站

## 相邻车站
| 上一站                          | 丹麦国家铁路   | 下一站                        |
| ------------------------------- | -------------- | ----------------------------- |
| 斯科斯堡站 往：哥本哈根火车总站 | 西兰岛海岸铁路 | 龙斯泰兹海岸站 往：赫尔辛格站 |

## 外部連結
- 丹麦国家铁路官网对韦兹拜克站的介绍 （页面存档备份，存于）（丹麦文）